# Priocycla armataria
Priocycla armataria är en fjärilsart som beskrevs av Herrich-Schäffer 1858. Priocycla armataria ingår i släktet Priocycla och familjen mätare. Inga underarter finns listade i Catalogue of Life.